# La batalla de Waterloo (pintura)
La batalla de Waterloo es un óleo sobre lienzo de William Sadler II realizado en junio de 1815.
Representa la batalla de Waterloo bajo el mando de Napoleón Bonaparte contra las fuerzas inglesas bajo el Duque de Wellington, las tropas prusianas bajo Gebhard Leberecht von Blücher, y soldados de los Países Bajos, la provincia de Hannover, el ducado de Nassau y el Principado de Brunswick-Wolfenbüttel